# Gaio Antonio Ibrida
Gaio Antonio Ibrida (in latino Caius Antonius Hybrida; 106 a.C. – dopo il 42 a.C.) è stato un politico romano dell'ultimo periodo della Repubblica romana, esponente di un'importante famiglia nobile.

## Biografia
Figlio di Marco Antonio Oratore, fratello minore di Marco Antonio Cretico fu proconsole, governatore della Macedonia (62/61 a.C.) e console insieme a Cicerone nel 63 a.C. Fu accusato da Marco Celio Rufo di lesa maestà (e/o concussione) nel 59 a.C. e condannato; probabilmente l'accusa secondaria di partecipazione alla congiura di Catilina fu determinante, anche se, tuttavia, è noto che i catilinarii festeggiarono tale condanna, poiché Antonio li avrebbe traditi, assumendo il comando dell'esercito nella battaglia di Pistoia (62 a.C.). Ricoprì la carica di censore nel 42 a.C., ma non completò il lustrum; questa è l'ultima notizia che l'attesta ancora in vita, dopo tale data si perdono le sue tracce.
Ebbe due figlie: Antonia maggiore sposò il tribuno Lucio Caninio Gallo e fu madre di Lucio Caninio Gallo console nel 37 a.C., Antonia minore venne data in moglie al cugino, il futuro triumviro Marco Antonio e fu madre di Antonia, moglie del titolare del potentato orientale Pitodoro di Tralles e madre di Pitodorida, regina consorte di Ponto e Cappadocia.